# Romulus och Remus
Uppslagsorden Romulus och Remus leder hit. För andra betydelser av de orden, se Romulus (olika betydelser), respektive Remus (olika betydelser).

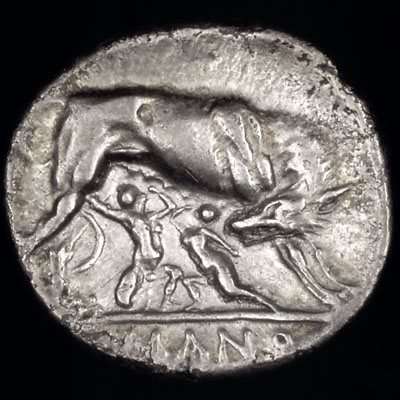
Romerskt silvermynt från 260-talet f.Kr. som avbildar Romulus och Remus med varginnan.

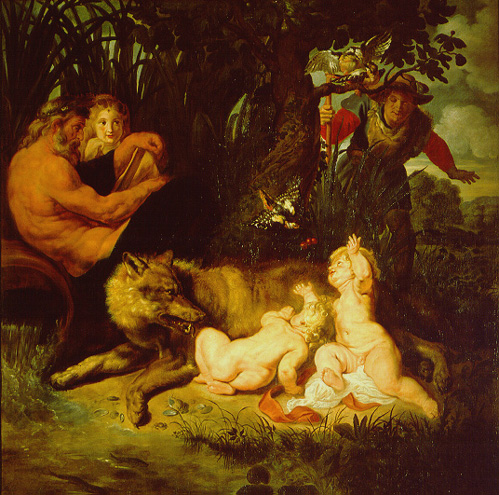
Peter Paul Rubens Romulus och Remus (1610-talet) på Kapitolinska museerna skildrar hur Faustulus hittar vargen med tvillingarna.

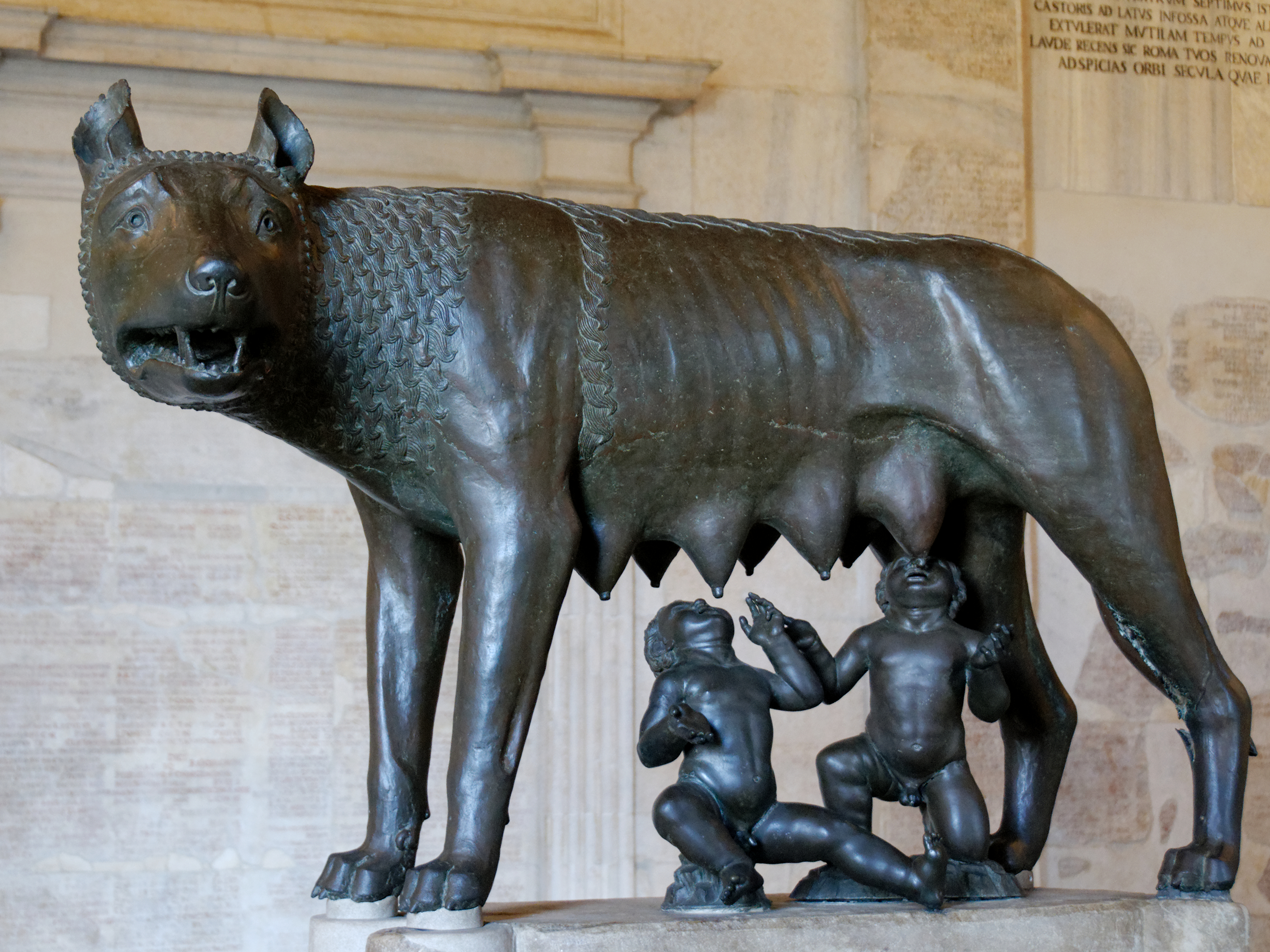
Kapitolinska varginnan är en antik eller medeltida skulptur med de diande Romulus och Remus som ett senare tillägg (från cirka 1500). Skulptur på Kapitolinska museerna.

Romulus var enligt romersk mytologi den som tillsammans med sin tvillingbror Remus grundade Rom den 21 april 753 f.Kr och, efter att ha dödat sin bror, blev det romerska kungadömets första kung med regeringstiden 753 f.Kr.–716 f.Kr. Enligt legenden var tvillingarna söner till krigsguden Mars och vestalen Rhea Silvia. Som nyfödda sattes de ut för att dö men blev räddade av en varginna som gav dem di.

## Romulus enligt romersk mytologi
Romulus och Remus förekommer på olika sätt i de romerska och grekiska sägnerna. Den mest utförliga versionen har nedtecknats av den romerske historieskrivaren Titus Livius, som dog år 17 e. Kr. och alltså levde 700 år senare än den tid som sagan sägs behandla.
Titus Livius berättelse är i huvudsak följande: Konungen i den latinska staden Alba Longa, Numitor, avsattes från tronen av sin yngre broder, Amulius, som lät döda hans söner och göra dottern, Rhea Silvia, till vestalisk jungfru i Vestas tempel, detta var för att hon där inte fick ha sexuellt umgänge som jungfru. Detta ledde då till att det inte fanns någon att ta över tronen utan att den gick till Amulius själv. Men krigsguden Mars hade redan blivit hopplöst förälskad i Rhea Silvia och besökte henne i templet. Hon födde därefter tvillingar. Amulius lät då sätta ut barnen i ett tråg i Tibern. De flöt emellertid i land vid palatinska bergshöjden och påträffades där av en varginna, som gav dem di. Snart blev de upptagna av en herde, Faustulus. De båda ynglingarna, kallade Romulus och Remus, växte upp bland herdarna och strövade omkring i skog och mark. Vid ett tillfälle kom de i strid med Numitors folk, varpå följde upptäckten av deras härkomst. Nu blev Amulius dödad av ynglingarna och Numitor återuppsatt på tronen. Själva beslöt de att grundlägga en stad i den trakt, där de växt upp. Men de båda bröderna blev osams över var de skulle sätta upp stadens murar och då blev Romulus så arg att han mördade sin bror och byggde upp staden själv.
Romulus ordnade samhället med dess militära och politiska institutioner, öppnade en fristad för slavar och fredlösa, skaffade hustrur till sina män genom att låta röva sabinernas ungmör vid en fest, dit de inbjudits, och utkämpade flera krig. Fejden med sabinerna efter kvinnorovet slutade med att båda stammarna förenades; sabinkonungen Titus Tatius blev Romulus medregent. Slutligen skall Romulus vid en mönstring på Marsfältet under ett oväder ha blivit upptagen till himmelen, varefter han av sitt folk dyrkades som dess skyddsgud under namn av Quirinus.

## Romulus enligt historieforskningen
När Livius skrev ned den gamla berättelsen  framställde han Romulus och Remus som historiska personer men var skeptisk till vissa inslag i berättelsen om dem. Han tvivlar på att det verkligen var Mars som var far till pojkarna och menar att den påstått gudomliga inblandningen kan ha varit Rhea Silvias sätt att dölja att hon brutit mot vestalernas krav på jungfrulighet. Han för också fram en teori om att det inte var en varginna utan en prostituerad kvinna som räddat pojkarna, detta eftersom båda kallas lupa på latin. Kanske, menar Livius, var herden Faustulus den prostituerade kvinnans make.
I forntiden menade man alltså att Romulus grundlagt Rom och gett staden sitt namn. Forskare under det tidiga 1900-talet tolkade traditionen på ett annat sätt och lade fram teorin att sagan i efterhand uppfunnit Romulus som det redan befintliga Roms grundläggare och namngivare. I så fall skulle man emellertid i anslutning till namnet Roma snarast ha väntat formen Romus. Enligt en teori är Romulus visserligen inte att betrakta som någon historisk personlighet, men han är, vad namnet angår, representant för en gammal ansedd släkt som omtalas på flera ställen i antika källor, den romuliska, gens Romulia (Romilia), vars medlemmar hette Romilii. Denna släkt påträffas även på etruskiskt område (jämför etruskiska släktnamnet rumlne). En annan form för detta namn var etruskiskans ruma, latin Roma, ett namn, som även synes ha betecknat en släktens boningsplats vid Tiber och som sedermera, troligen med undanträngande av ett ursprungligare latinskt namn, kommit att beteckna hela samhället Rom. På samma sätt har Remus antagits vara eponymos för en släkt Remmii, etruskiska remne, vars boningsplats torde ha varit Remona eller Remoria på Aventinus, ett ställe, som hos antika författare betecknas dels som Remus bostad, dels som den plats, varifrån han iakttog de i sagan omnämnda fågeltecknen.
I det tidiga 2000-talets forskning diskuteras sagans symboliska betydelse som en skildring av ett Rom som redan från början präglats av brodermord och inbördeskrig. De båda tvillingarna har också sett som representanter för olika samhällsklasser eller etniska grupper, eller som en återspegling av att det romerska samhälle som tecknade ned sagan hade två konsuler. De har också tolkats som en version av en myt om gudomliga tvillingar som funnits på många håll i världen, med de bibliska Kain och Abel som ett exempel.